# Dzwonnica w Aghaviller

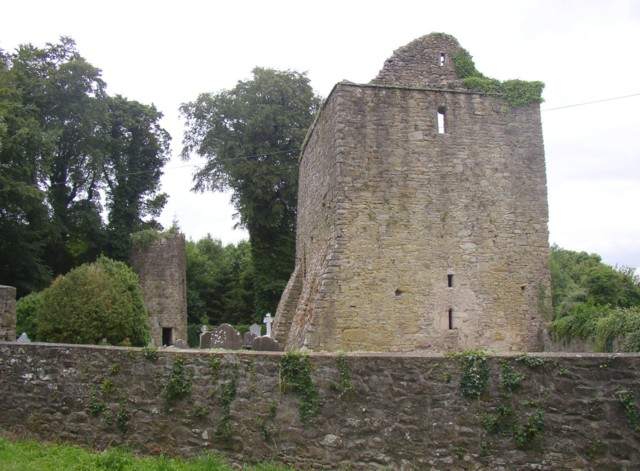
Zdjęcie ruin dzwonnicy i kościoła

Dzwonnica w Aghaviller – dzwonnica znajdująca się w miejscowości Aghaviller, w hrabstwie Kilkenny, w Irlandii. Stoi ona przy ruinach dawnego kościoła. Wieża jest jednym z pomników narodowych Irlandii.

## Historia
Dzwonnica została wybudowana w XI wieku. Wskutek zniszczeń, zachowała się tylko dolna część wieży mierząca 9,6 metra wysokości oraz 4,92 metra średnicy i 15,5 metra obwodu.

## Architektura
Pierwotne wejście do dzwonnicy znajduje się od strony północno–wschodniej, na wysokości 4 metrów ponad współczesnym poziomem gruntu. Dodatkowe, niższe drzwi, nie są oryginalną częścią budowli. W budynku zachowało się jedno, skierowane na południowy zachód, okno.